# مایسنر
مایسنر (به آلمانی: Meissner) یا مایزنر (به آلمانی: Meisner) که همچنین به‌صورت Meißner هم نوشته‌شده‌است، یک نام خانوادگی از زبان آلمانی است که ممکن است به موارد زیر اشاره داشته باشد:

## جغرافیا
- Meißner (محدوده)، یک رشته کوه مهم در هسن، آلمان
- هوهر مایسنر، بلندترین قله رشته مایسنر
- مایسنر، هسن، یک جامعه در ناحیه ورا-مایسنر-کریس، در هسن، آلمان

## اشخاص
- الکساندر مایسنر (۱۸۸۳–۱۹۵۸)، مهندس و فیزیکدان اتریشی
- اندی مایزنر (متولد ۱۹۷۳)، سیاستمدار آمریکایی
- آگوست گوتلیب مایسنر (۱۷۵۳–۱۸۰۷)، نویسنده آلمانی
- بوریس مایسنر (۱۹۱۵–۲۰۰۳)، وکیل و دانشمند اجتماعی آلمانی
- برونو مایسنر (۱۸۶۸–۱۹۴۷)، آشورشناس آلمانی
- کارل مایسنر (۱۸۰۰–۱۸۷۴)، گیاه‌شناس سوئیسی
  - Meisner's Banksia، درختچه استرالیایی
- کارل مایسنر (۱۸۳۰–۱۹۰۰)، محقق آلمانی لاتین
- کنستانتین مایسنر (۱۸۵۴–۱۹۴۲)، معلم رومانیایی
- النا مایسنر (۱۸۶۷–۱۹۴۰)، فمینیست رومانیایی
- الینور مایسنر تراگر (۱۹۰۶–۱۹۸۳)، آهنگساز
- ارنست مایزنر (متولد ۱۹۸۲)، رقصنده و طراح رقص هلندی
- فردریش لودویگ مایسنر (۱۷۹۶–۱۸۶۰)، متخصص زنان و زایمان آلمانی
- فرد مایسنر (۱۹۳۱–۲۰۰۷)، زمین‌شناس و مهندس آمریکایی
- Freda Meissner-Blau (متولد ۱۹۲۷)، سیاستمدار و فعال اتریشی
- گئورگ مایسنر (۱۸۲۹–۱۹۰۵)، آناتومیست و فیزیولوژیست آلمانی
  - جسم مایسنر، نوع گیرنده مکانیکی
  - شبکه مایسنر، شبکه عصبی روده
- گرگ مایزنر (متولد ۱۹۵۹)، بازیکن فوتبال آمریکایی
- گونتر مایزنر (۱۹۲۶–۱۹۹۴)، هنرپیشه آلمانی
- هانس اتو مایسنر (۱۹۰۹–۱۹۹۲)، نویسنده و رمان‌نویس آلمانی
- هایکه مایسنر (متولد ۱۹۷۰)، دونده و با مانع آلمانی
- هاینریش آگوست مایسنر (۱۸۶۲–۱۹۴۰)، مهندس راه‌آهن آلمانی و پاشا عثمانی[۱]
- جیمز مایسنر (۱۸۹۶–۱۹۳۶)، آس پرواز آمریکایی جنگ جهانی اول
- یانوش مایسنر (۱۹۰۱–۱۹۷۸)، نویسنده و خلبان لهستانی
- یواخیم مایزنر (۱۹۳۳–۲۰۱۷)، کاردینال و اسقف اعظم کلن، آلمان
- یوخن مایسنر (متولد ۱۹۴۳)، قایقران آلمانی
- یوهان هاینریش مایسنر (۱۷۰۱–۱۷۷۰)، مجسمه‌ساز و منبت‌کار آلمانی
- Joern Meissner (متولد ۱۹۷۰)، مشاور دانشگاهی و بازرگانی آلمانی
- کارل مایسنر (۱۸۹۱–۱۹۵۹)، فیزیکدان آلمانی-آمریکایی
- کاترین مایسنر (متولد ۱۹۷۳)، شناگر آلمانی
- کیمی مایسنر (متولد ۱۹۸۹)، اسکیت باز آمریکایی
- کریستوف آنتونی مایسنر (متولد ۱۹۶۱)، فیزیکدان نظری لهستانی
- موریس مایزنر (۱۹۳۱–۲۰۱۲)، مورخ آمریکایی قرن بیستم چین
- اتو مایسنر (۱۸۸۰–۱۹۵۳)، رئیس دفتر رئیس‌جمهور رایش، آلمان
- پل تراوگوت مایسنر (۱۷۷۸–۱۸۶۴)، شیمیدان اتریشی
- رندی مایزنر (متولد ۱۹۴۶)، بنیانگذار گروه Eagles و هنرمند انفرادی
  - <i id="mwaQ">رندی مایسنر</i> (آلبوم ۱۹۷۸) با نام خود
  - <i id="mwbA">رندی مایسنر</i> (آلبوم ۱۹۸۲) با نام خود
- رنه مایسنر (متولد ۱۹۵۰)، دونده آلمانی و قهرمان سه‌گانه المپیک
- سنفورد مایسنر (۱۹۰۵–۱۹۹۷)، بازیگر و مربی بازیگر آمریکایی
  - تکنیک مایزنر، یک تکنیک بازیگری
- سیلویو مایسنر (زادهٔ ۱۹۷۳)، بازیکن فوتبال آلمانی
- استن مایسنر (متولد ۱۹۵۶)، ترانه‌سرا/آهنگساز کانادایی
- استفان مایسنر (زادهٔ ۱۹۷۳)، بازیکن فوتبال آلمانی
- استوارت مایسنر (متولد ۱۹۶۲)، دادستان و سیاستمدار فدرال آمریکا
- ورن مایزنر (۱۹۳۸–۲۰۰۵)، موسیقی‌دان آمریکایی پولکا
- والتر مایسنر (۱۸۸۲–۱۹۷۴)، فیزیکدان فنی آلمانی
- Wolf Meissner (متولد ۱۹۶۹)، بیگودی ویلچر آلمانی، پارالمپیک زمستانی ۲۰۱۸

## مفاهیم
اثر مایسنر، فروپاشی میدان مغناطیسی درون یک ابررسانا